# Thevray
Thevray és un municipi francès situat al departament de l'Eure i a la regió de Normandia. L'any 2007 tenia 271 habitants.

## Demografia

### Població
El 2007 la població de fet de Thevray era de 271 persones. Hi havia 108 famílies de les quals 32 eren unipersonals (16 homes vivint sols i 16 dones vivint soles), 32 parelles sense fills, 40 parelles amb fills i 4 famílies monoparentals amb fills.
La població ha evolucionat segons el següent gràfic:
Habitants censats

### Habitatges
El 2007 hi havia 182 habitatges, 113 eren l'habitatge principal de la família, 62 eren segones residències i 7 estaven desocupats. Tots els 182 habitatges eren cases. Dels 113 habitatges principals, 93 estaven ocupats pels seus propietaris, 14 estaven llogats i ocupats pels llogaters i 6 estaven cedits a títol gratuït; 6 tenien dues cambres, 23 en tenien tres, 28 en tenien quatre i 56 en tenien cinc o més. 102 habitatges disposaven pel capbaix d'una plaça de pàrquing. A 66 habitatges hi havia un automòbil i a 41 n'hi havia dos o més.

### Piràmide de població
La piràmide de població per edats i sexe el 2009 era:
| Homes | Edats   | Dones |
| ----- | ------- | ----- |
| 0     | 95 o +  | 0     |
| 0     | 90 a 94 | 8     |
| 0     | 85 a 89 | 0     |
| 0     | 80 a 84 | 0     |
| 4     | 75 a 79 | 4     |
| 4     | 70 a 74 | 8     |
| 12    | 65 a 69 | 0     |
| 8     | 60 a 64 | 8     |
| 8     | 55 a 59 | 12    |
| 4     | 50 a 54 | 12    |
| 0     | 45 a 49 | 4     |
| 8     | 40 a 44 | 0     |
| 12    | 35 a 39 | 8     |
| 4     | 30 a 34 | 4     |
| 0     | 25 a 29 | 4     |
| 0     | 20 a 24 | 0     |
| 0     | 15 a 19 | 0     |
| 0     | 10 a 14 | 8     |
| 8     | 5 a 9   | 0     |
| 0     | 0 a 4   | 0     |

## Economia
El 2007 la població en edat de treballar era de 162 persones, 114 eren actives i 48 eren inactives. De les 114 persones actives 103 estaven ocupades (61 homes i 42 dones) i 11 estaven aturades (4 homes i 7 dones). De les 48 persones inactives 20 estaven jubilades, 10 estaven estudiant i 18 estaven classificades com a «altres inactius».

### Ingressos
El 2009 a Thevray hi havia 118 unitats fiscals que integraven 282,5 persones, la mediana anual d'ingressos fiscals per persona era de 16.220 €.

### Activitats econòmiques
Dels 14 establiments que hi havia el 2007, 1 era d'una empresa de fabricació d'elements pel transport, 1 d'una empresa de fabricació d'altres productes industrials, 3 d'empreses de construcció, 3 d'empreses de comerç i reparació d'automòbils, 1 d'una empresa d'hostatgeria i restauració, 1 d'una empresa immobiliària i 4 d'empreses de serveis.
Dels 5 establiments de servei als particulars que hi havia el 2009, 1 era un paleta, 1 fusteria, 1 lampisteria, 1 electricista i 1 agència immobiliària.
L'any 2000 a Thevray hi havia 20 explotacions agrícoles que ocupaven un total de 864 hectàrees.

## Poblacions més properes
El següent diagrama mostra les poblacions més properes.